# Oresi Cup 2011
Oresi Cup 2011 je 12. ročník letního fotbalového turnaje, který se koná v obci Tis v okrese Havlíčkův Brod. Vítězství z roku 2010 obhajoval celek FC Graffin Vlašim.

## Účastníci
- FK Bohemians Praha
- FC Graffin Vlašim
- FK Spartak Mas Sezimovo Ústí
- FC Vysočina Jihlava

Turnaje se původně měla zúčastnit také prvoligová Viktoria Žižkov, ale na poslední chvíli odřekla účast a nahradila ji Vlašim.

## Zápasy

### Semifinále
1. semifinále
FC Graffin Vlašim - FK Spartak Mas Sezimovo Ústí 1:1 (4:5) Report
goly: 65. Kolašinac - 26. Rosůlek
penalty:
proměnili: Petrů, Strnad, Kotyza, D. Nešpor - ?
neproměnili: Macek
sestavy:
FC Graffin Vlašim
Mokrohajský - Vebr, Petrů, Císař, D. Nešpor - Kotyza, Radosta, Macek, Abramovič (Kolašinac) - Matějka, Strnad
FK Spartak Mas Sezimovo Ústí
Fišan - Tenkl, Martínek, Hric (65. Cíferský), Vavřina - Kalášek, Dobal, Pavličko, Rein - Jakub Rosůlek, Jindřich Rosůlek (75. V. Vukadinović)
2. semifinále
FK Bohemians Praha - FC Vysočina Jihlava 2:1 Report
goly: 18. Očovan, 23. Mišák - 79. Tecl
sestavy:
FK Bohemians Praha
Winter - Ježdík, Mihalik, Horáček, Križan - Demeter, Granovič - Mišák, Glazunov, Guilhemme - Očovan
FC Vysočina Jihlava
Rožník - Gabriel, Fadrný, Gavrić, Šilinger - Dolejš, Velický, Dort (62. Štancl), Kosak - Sedláček, Tecl

### O 3. místo
FC Graffin Vlašim - FC Vysočina Jihlava 2:3 Report
goly: 1. Kolašinac, 60. Jícha - 52. a 59. Bača, 24. Krutý
sestavy:
FC Graffin Vlašim
Drápela - Petrů (Kučera), Zeman, Stejskal, Borkovec - Jícha, Kolašinac (D. Nešpor), Turek, Norek (Novák) - Janda, Kegajl
FC Vysočina Jihlava
Uvarenko - Demeter, Kryštůfek, Filip, Cihlář - Vacek, Karlík, Krutý, Dobrovolný (50. Štancl) - Simr, Bača

### Finále
FK Spartak Mas Sezimovo Ústí - FK Bohemians Praha 3:2 Report
goly: 19. Cíferský, 30. M. Vukadinović, 63. V. Vukadinović - 43. Zmeškal, 48. Janda
sestavy:
FK Spartak Mas Sezimovo Ústí
Fryšták – Kotrba, Cíferský, Nesvadba, Koutný – Tenkl (65. Kalášek), Javorek, Dobal, M. Vukadinović (35. Pavličko, 70. Martínek) – V. Vukadinović, Mach
FK Bohemians Praha
Belaň - Sajtl (37. V.Ježdík), Mihálik (41. Križan), Novotný, J. Ježdík - Chromistek, Chalkis, Šafránek, Janda - Franěk, Zmeškal

## Celkové pořadí
1. - FK Spartak Mas Sezimovo Ústí
2. - FK Bohemians Praha
3. - FC Vysočina Jihlava
4. - FC Graffin Vlašim